# 里耶爾山
70°24′S 66°52′W / 70.400°S 66.867°W
里耶爾山（英語：Mount Rigel）是南極洲的山峰，位於帕爾默地的賴米爾海岸，處於獵戶座山，海拔高度1,910米，美國地質調查局根據測量和美國海軍拍攝的空中照片繪入地圖，現時由南極條約體系管理。